# Cerkev nadangela Mihaela, Moskva
Cerkev nadangela Mihaela  (rusko Архангельский собор ali Arhangeliski sobor) je ruska pravoslavna Cerkev, posvečena nadangelu Mihaelu. Stoji na Stolničnem trgu (rusko Соборная площадь, Sobornaya ploshchad) Moskovskega kremlja v Rusiji med Veliko Kremeljsko palačo in zvonikom Ivana Velikega. Bila je glavna nekropola ruskih carjev do preselitve glavnega mesta v Sankt Peterburg. Zgrajena je bila med letoma 1505 in 1508 pod nadzorom italijanskega arhitekta Aloisija Novega na mestu starejše cerkve, zgrajene leta 1333. Zdaj služi tudi kot del Moskovskih Kremeljskih muzejev.

## Zgodovina
Predhodnica sedanje cerkve je bila zgrajena leta 1250, s kamnito cerkvijo pa jo je leta 1333 zamenjal veliki knez Ivan Kalita, ki bo kasneje postal prvi ruski monarh, in je bil pokopan v cerkvi. Leta 1505 je veliki knez Ivan III., že sredi velikega prenovitvenega projekta za Kremelj, pozornost usmeril na cerkev, saj se je v primeru obnove cerkve Marijinega vnebovzetja dve desetletji prej obrnil na pomoč k arhitektom iz Italije. Italijan Lamberti Aloisio da Mantagnana (Aloisio Novi)  je bil povabljen v Moskvo in tla so bila za novo cerkev podrta 21. maja 1505. Ivan je umrl jeseni istega leta in je bil pokopan v še nedokončani stavbi. Dela na cerkvi so bila končana do konca leta 1508, vendar je bila uradno posvečena šele 8. novembra 1509.
Nova stavba je vsebovala številne elemente italijanske renesanse in številne od teh podrobnosti (ki jih po moskovskih standardih smatrajo za eksotične) so med kasnejšimi popravki in obnovami izginile. Notranje stene niso bile poslikane s freskami do 1560-ih. Freska Lazarja Srbskega je bila naslikana leta 1564. Poleg tega so v notranjosti cerkve upodobljeni sveti Sava, Štefan Nemanja (sveti Simeon) in bizantinski cesar Mihael VIII. Paleolog, kar potrjuje povezanost Ivana Groznega s svojimi srbskimi koreninami. Njegova mati Elena Glinskaja je bila hči litvanskega kneza Vasilija Lvoviča Glinskega in srbske princese Ane Jakšić.
Cerkev je bila poškodovana v kremeljskem požaru leta 1737, dodatno pa ji je grozila gradnja predhodnice Velike Kremljske palače, ki je privedla do propada tal in povzročila rahel nagib v orientaciji sten.
Zmage ruske vojske so praznovale v cerkvi nadangela Mihaela. Vsi ruski carji in veliki knezi so bili pokopani v cerkvi do časa Petra Velikega, skupaj s številnimi carji in krvnimi knezi, z izjemo Borisa Godunova. Potem ko so kraljevo nekropolo preselili v cerkev sv. Petra in Pavla v Sankt Peterburg, je bil tu pokopan le car Peter II. Ruski, ki je umrl v Moskvi.
V cerkvi je 54 grobnic z 46 okrašenimi nagrobniki iz belega kamna (1636–1637) in emajliranimi ohišji iz brona (1903). Velja omeniti grob carjeviča Dimitrija, sina Ivana Groznega, ki je bil tam pokopan v začetku 17. stoletja in je bil pozneje kanoniziran.
Med rusko revolucijo leta 1917 je bila cerkev med spopadi poškodovana. Nato jo je zaprl boljševiški režim. V p1950-ih je bila skupaj z drugimi preživelimi cerkvami v Moskovskem kremlju ohranjena kot muzej. Velik del zakladov cerkve je bil bodisi prenesen v muzej Kremeljske orožarne, bodisi prodan v tujino.
Po letu 1992 je bila stavba vrnjena Ruski pravoslavni Cerkvi in občasne verske službe so se nadaljevale.

## Arhitektura
V primerjavi z ostalima dvema večjima kremeljskima cerkvama je nadangela Mihaela v slogu bistveno drugačna, kljub temu da ohranja tradicionalno postavitev. Odmeva postavitev cerkve Marijinega vnebovzetja z uporabo petih kupol (ki predstavljajo Jezusa Kristusa in štiri evangeliste). Vendar pa za zunanjo okraševanje značilne polkrožne niše z okrašenimi lupinami in prehodi z lokom oblikovanimi okvirji iz belega apnenca , ki so prevlečeni z barvo in okrašeni s cvetnimi okraski kažejo na italijanski renesančni vpliv.
Notranjost cerkve je bila v veliki meri zgrajena na način, značilen za ruske cerkve. Velik ikonostas, visok 13 metrov, izvira iz leta 1678–81. Ikona nadangela Mihaela, najstarejša v ikonostasu, naj bi bila ustvarjena za princeso Evdoksijo, ženo Dimitrija Donskega, v spomin na zmago v  bitki na Kulikovem polju.
Stenske freske segajo v 16. in 17. stoletje. Nekatere so med letoma 1652 in 1666 naslikali Jakov iz Kazana, Stepan iz Rjazana, Josif Vladimirov in drugi.